# Li Xiufu
Li Xiufu (chinesisch 李秀馥 Lǐ Xiùfù; * 28. Juni 1965) ist eine ehemalige chinesische Fußballspielerin.

## Karriere

### Klub
Sie war in ihrer Heimat für ein Team in Pulima (Japan) aktiv.

### Nationalmannschaft
Mit der chinesischen A-Nationalmannschaft nahm sie an der Weltmeisterschaft 1991 teil und kam hier in drei Partien der Mannschaft von Anfang bis Ende zum Einsatz. Lediglich in der Partie gegen Neuseeland wurde sie bereits in der 28. Minute für Shui Qingixia ausgewechselt. Bestimmte Zeitgenössische Berichte, bezeichnen sie auch als Team-Kapitänin, bei diesem Turnier.